# Чефур
Чефур је стилски прилагођена реч словеначког језика која се погрдно односи на становнике Словеније пореклом из других земаља бивше СФР Југославије или потомке таквих досељеника. Термин потиче од турцизма čifut (тр. cühut, према Ар. yähud), што је турски израз за Јевреја.
Ксенофобично-расистичка природа појма посебно је изложена у делу Горана Војиновића Чефурји раус! (=Чифути, странци напоље!). Против аутора је покренут поступак који је наложио в.д. директора полиције Матјаж Шинковец. Органи реда су у тој књизи наводно пронашли пример вређања полиције. Поступак је окончан након интервенције министарке унутрашњих послова Катарине Кресал, која је, како се изразила, разочарана и ожалошћена поступком полиције. Министарка је чак препоручила књигу, а и сама ју је прочитала пре почетка афере.